# Love Is Like a Butterfly
Love Is Like a Butterfly släpptes i september 1974 och är ett studioalbum av Dolly Parton. Titelspåret var Dolly Partons tredje raka singel att toppa USA:s countrylistor. Före hennes poplistframgångar ansågs "Love is Like a Butterfly" vara hennes signaturmelodi och användes som signaturmelodi för hennes syndikerade musik-serie Dolly!. Albumet nådde som högst placeringen # 7 på countryalbumlistorna.

## Låtlista
Alla sånger skrivna av Dolly Parton utom de två som skrevs av Porter Wagoner.
1. "Love is Like a Butterfly"
2. "If I Cross Your Mind" (Wagoner)
3. "My Eyes Can Only See You"
4. "Take Me Back"
5. "Blackie, Kentucky"
6. "You're the One Who Taught Me How to Swing"
7. "Gettin' Happy"
8. "Highway Headin' South" (Wagoner)
9. "Once Upon a Memory"
10. "Sacred Memories"

## Coverversioner
- En coverversion av titelspåret, av Clare Torry, användes som signaturmelodi för den brittiska TV-showen Butterflies.